# アイスラリー
もしかして
- アイススラリー

ではありませんか？